# Vondron'olona ifotony

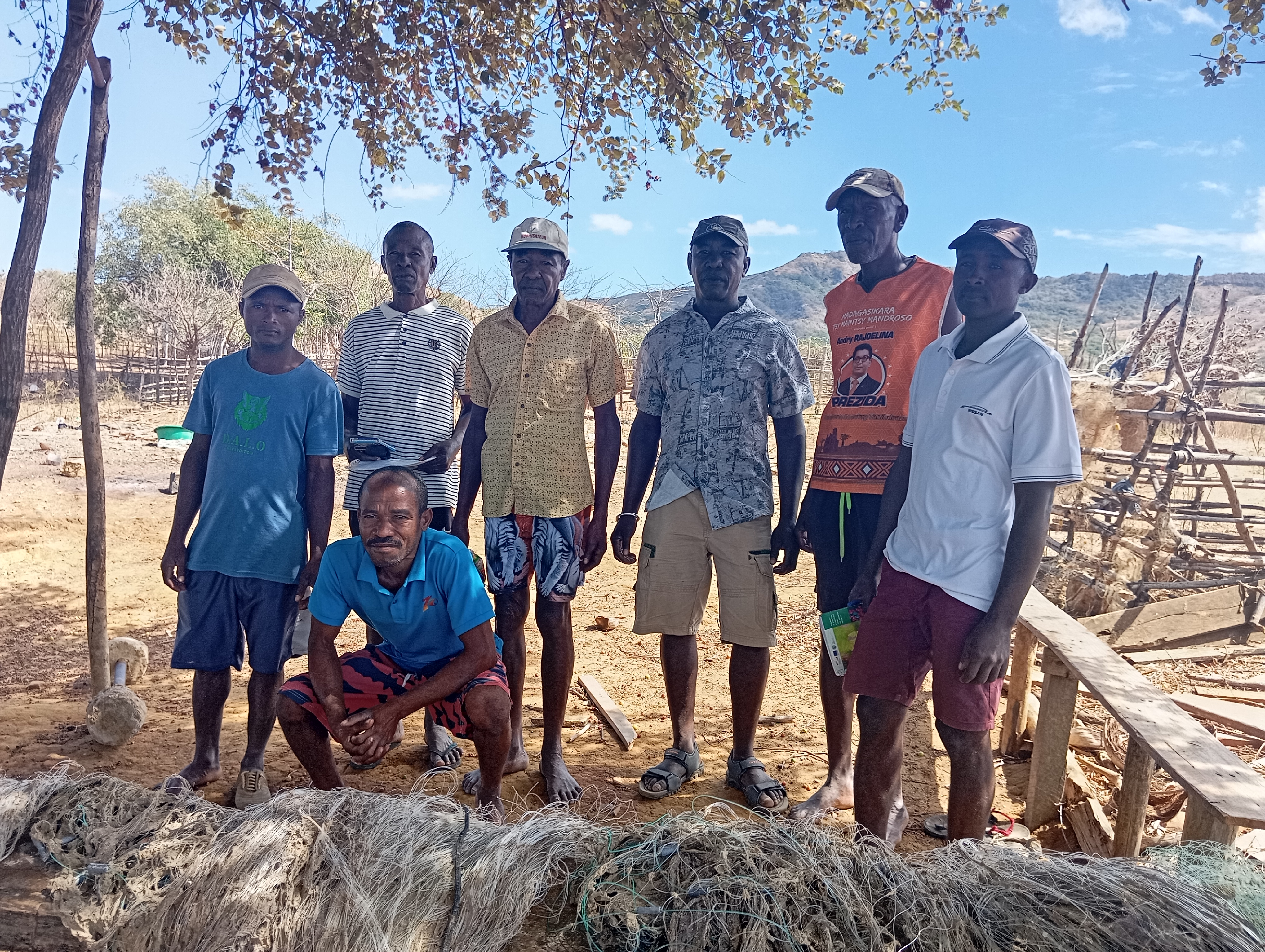
vondron'olona ifotony à Andohazompona-Diana Madagascar

Le Vondron’Olona Ifotony (VOI) est une organisation communautaire de base qui assurent la gestion des ressources naturelles renouvelables que l’administration malgache leur confie à travers des contrats de transfert de gestion (conformément à la loi 96-025 et au décret 2001-122). Elles jouent un rôle clé dans la protection de l’environnement au niveau local.

## Historique
Dans le but de faire participer la communauté locale dans la gestion des ressources naturelles à Madagascar, le gouvernement malgache a instauré le vondron'olona ifotony.Cette organisation s'inspire de la loi Gelose 96-025 (Gestion locale sécurisée)

## Cadre légal
Les VOI sont constitués de villageois volontaires dotés de personnalité morale. Elles signent un contrat de transfert de gestion avec l’administration forestière (DRED) et la commune.

## Missions
Ils sont les premiers responsables de la protection de la forêt dans leurs zones. Ils sont chargés de protéger les réssources naturelles « elle est confiée aux personnes qui connaissent les milieux, qui y  vivent et ont des histoires et des intérêts directs avec les ressources. En retour, la nature donne l’opportunité pour les membres de la communauté d’apprendre et de construire des projets pour le développement local » affirme Appolinaire Razafimahatratra du WWF.